# SS Berlin (1908)
SS Berlin var ett passagerarfartyg som sjösattes vid det tidiga 1900-talet. Berlin fungerade även som hjälpfartyg i den Kaiserliche Marine under första världskriget.

## Tidig karriär
Berlin byggdes år 1908 av AG Weser från Bremen av rederiet Norddeutscher Lloyd. Skeppet hade en rutt mellan Genua och New York innan första världskriget. I augusti 1914 var Berlin vid Bremerhaven och genomgick en upprustning. Då övertogs skeppet av Kaiserliche Marine som hjälpfartyg.

## I kriget
Berlin var tänkt att användas som minläggare, samt som kaparfartyg. Detta var en del av den tyska kleinkrieg-kampanj för att minska Storbritanniens numeriska övertag genom att använda minor och andra vapen för att sänka krigsskepp, eller för att tvinga krigsskeppen att fokusera på att skydda handelsfartyg snarare än att aktivt agera som en del av slagflottan.